# Mount Schank, South Australia
Mount Schank är en ort i Australien. Den ligger i kommunen Grant och delstaten South Australia, omkring 380 kilometer sydost om delstatshuvudstaden Adelaide.
Närmaste större samhälle är Mount Gambier, omkring 14 kilometer norr om Mount Schank. 